# Lav
Lav (lat. Panthera leo) životinjska je vrsta iz porodice velikih mačaka. Za razliku od drugih mačaka, lavovi žive u čoporima. Lako ga je prepoznati po grivi koju imaju mužjaci, a danas žive u Africi kao i u nekim područjima Azije.

## Obilježja
Nakon tigra, lav je druga mačka po veličini, pa to znači da je najveća kopnena zvijer Afrike. Lav je od njuške do početka repa dugačak oko 180 cm, u ramenima doseže visinu od 120 cm a rep mu je dug 1 m. Odrasli mužjak teži prosječno oko 225 kg. Ženke su sa 160 cm dugim trupom (zajedno s glavom) visinom u ramenima od 100 cm i 85 cm dugačkim repom i težinom od 150 kg značajno nježnije građe od mužjaka. Najkrupniji lavovi žive na jugu Afrike, a najmanji u Aziji. 
Lavovi imaju kratko, žuto-zlatno do tamno smeđe krzno, a mužjaci osim toga i gustu i dugačku grivu koja je najčešće tamnosmeđa, ali može biti svijetlo- ili crvenosmeđa. Griva počinje od obraza i širi se niz vrat do preko ramena, ali samo rijetko i preko prsiju i trbuha. Njena svrha je vjerojatno da životinja djeluje veće i zastrašujuće u odnosu na prehrambene konkurente. Praktična korist od grive bi mogla biti zaštita od udaraca pandži drugog lava u konkurentskoj borbi. Osim toga, istraživanja na terenu su dokazala, da mužjaci s vrlo tamnom i velikom grivom imaju veće izglede da osvoje ženku. Azijski lavovi imaju puno manje izraženu grivu nego afrički. Mladi lavovi ju uopće nemaju. Potrebno je čitavih pet godina da se griva kod lava razvije do pune mjere.
Osim toga, upadljiv je i crni čuperak na vrhu repa, u kojem se zapravo nalazi zakržljali kralježak.
Mladi lavovi imaju po tijelu pjege koje do godine dana starosti izbliljede. U rijetkim slučajevima se zna dogoditi, da pjege ostanu vidljive i kod odraslih lavova, ali one su uvijek neupadljive, vidljive samo iz neposredne blizine. 
Kao i kod tigrova, i kod lavova se može povremeno dogoditi leucizam; to znači, da se može dogoditi da se pojavi neki lav s bijelim krznom. To, međutim, nisu albini, jer nemaju za pojavu albinizma tipične crvene oči. Bijela boja krzna se nasljeđuje recesivnim genom. Kako su bijeli lavovi upadljivi i potencijalna lovina ih lakše uočava, njima je preživljavanje puno teže. Osim toga, postoje i izviješća o zbog melanizma potpuno crnim lavovima, ali o njihovom stvarnom postojanju nema dokaza. Međutim, kod drugih velikih mačaka, jaguara, leoparda i pume su crni primjerci opće poznati.

## Rasprostranjenost
Prvobitno je prostor na kojem su živjeli lavovi obuhvaćao, osim Afrike, južnu Europu kao i prednju Aziju i Indiju. U razdoblju ledenog doba su u srednjoj Europi kao i u Sjevernoj Americi živjele podvrste Panthera leo fossilis i Panthera leo spelaea (spiljski lav). Međutim, tu je nestao s povlačenjem leda. Najstariji i najveći lavovi su lovili Europom prije više od 500.000 godina u okolini Wiesbadena u Hessenu i pored Heidelberga u Baden-Württembergu. Ti su primjerci bili gotovo jednako veliki poput najvećih lavova u povijesti Zemlje koji su živjeli u Kaliforniji prije 12.000 godina s rekordnom veličinom od maksimalnih 3,60 m (dužina tijela 2,40 m, dužina repa oko 1,20 m). U srednjoj Europi izumrli su prije više od 12.000 godina.
Pred nešto više od 5000 godina bili su rasprostranjeni u cijeloj Europi, Aziji i sjevernoameričkom kontinentu.
Postoje brojni zapisi antičkih suvremenika (n.pr. Herodot i Aristotel), da su u njihovo vrijeme na Balkanu još živjeli lavovi i to u samoj Grčkoj. Pretpostavlja se, da su lavovi u Europi izumrli negde u 1. stoljeću naše ere zbog posljedica ljudskih aktivnosti.
Do prije stotinjak godina živjeli su i u zapadnoj Aziji.
Danas, prostor na kojem žive lavovi je uglavnom ograničen na područje južno od Sahare. Sjeverno od Sahare vrsta je izumrla negdje oko 1940-ih godina, a jednako tako je i azijska populacija lavova tijekom 20. stoljeća gotovo potpuno iskorijenjena. Održao se jedan mali ostatak vrste u Nacionalnom parku Gir u Gudžaratu u Indiji.
Ranije su lavovi živjeli u svim okolišima osim u šumama. Područja na kojima danas žive lavovi su vrlo smanjena. Okoliš koji lavovima najviše odgovara je savana. Međutim, oni žive i u sušnim šumama i u polupustinjama, dok ih u pustinjama i kišnim šumama uopće nema.

## Način života

### Socijalno ponašanje
Za razliku od drugih, uglavnom samotnjačkih, velikih mačaka, lavovi žive u čoporu. On se satoji prije svega od ženki koje su međusobno sve u srodstvu. Veličina područja koje je "njihovo" kao i količina potencijalne lovine određuju veličinu čopora koji može imati od 3 do 30 pripadnika. U čoporu su, najčešće, od jednog do tri odrasla mužjaka koji su hijerarhijski nadređeni ženkama. Područje čopora može biti veliko od 20 do 400 km². Njegove "granice" se obilježavaju izmetom i urinom, a i glasnom rikom, koja konkurentima daje do znanja da je područje zauzeto.
Mladi mužjaci ostaju u čoporu dvije, eventualno tri godine, dok ne dosegnu spolnu zrelost. Nakon toga, čopor ih otjera.
Nakon protjerivanja iz čopora u kojem je rođen, mladi mužjak najčešće godinama skita i obično se pridruži drugim mužjacima koji isto tako skitaju. Pri tome veza između mužjaka koji mogu, ali i ne moraju biti u srodstvu postaje vrlo snažna. Ovakvi nomadi prelaze velike udaljenosti i pri tome ne poštuju granice područja drugih čopora, ali sami ne zasnivaju svoje područje. Kako lavovi kao pojedinci nemaju baš uspjeha u lovu, najčešće se hrane strvinom koju otmu drugim uspješnim lovcima. 
Ako takav "nomad" u svojim lutanjima naiđe na čopor koji predvodi neki stari ili slab mužjak, dolazi do borbe između njih. Te su borbe u pravilu nemilosrdne, i u krajnjem slučaju mogu završiti i smrću jednog od rivala. Ako stari vođa čopora izgubi borbu, sad on dalje živi samotnjački, a često i ugine od posljedica borbe. 
Ako iz borbe novi mužjak izađe kao pobjednik, u pravilu dolazi do infanticida, što znači da ubije svu mladunčad svog prethodnika u čoporu. Time postiže, da se ženke vrlo brzo nakon gubitka mladunaca ponovo tjeraju. Suprotno mužjacima, ženke provode čitav svoj život u čoporu u kojem su se okotile, što znači da su ženke jednog čopora sve u međusobnom srodstvu. 

### Razmnožavanje
Lavovi dosežu socijalnu zrelost u starosti od dvije do tri godine, a fiziološku s 18 mjeseci. Da bi utvrdio da li je ženka spremna za parenje, mužjak lava koristi Jakobsonov organ. Tijekom tog procesa, mužjak zadigne gornju usnu, lagano otvori usta i intenzivno udiše zrak kako bi što bolje mogao odrediti osobine mirisa ženke.
I ako ima položaj na vrhu ljestvice čopora, mužjak se može pariti sa ženkom samo uz njen pristanak. Ona svoju spremnost pokazuje na način, da legne trbuhom na zemlju i savije rep u stranu. Za vrijeme kopulacije mužjak zubima drži ženku za šiju. Zbog tog ugriza u šiju ženka je instinktivno potpuno mirna. Ako ženka pristaje na kopulaciju, oni se pare svakih oko 20 minuta, a kopulacija traje tridesetak sekundi. Nakon oko pet dana, prestaje spremnost ženke za parenje. Prema spremnosti ženke na parenje, promatrač može procijeniti mužjakov položaj u čoporu i pretpostaviti vjerojatnoću da ga uskoro smijeni drugi mužjak na mjestu vođe.
Nakon razdoblja skotnosti od oko četiri mjeseca, lavica se sklanja iz čopora i na skrivenom mjestu koti do četiri slijepa mladunca, teške oko 1,5 kg i velike oko 50 cm. Mladunci ostaju u skrovištu šest do osam tjedana i za to vrijeme samo majka brine o njima. Ako je skrovište postrani od lovišta čopora, ženka lovi sama. Pri tome se može dogoditi, da mladunci i do 48 sati ostanu sami u skrovištu. U tom su razdoblju mladunci vrlo ugroženi, posebno od hijena, ali i drugih grabežljivaca. Po isteku najviše osam tjedana, majka odvodi mladunce do čopora, i vrlo rijetko pri tome može biti problema s prihvaćanjem mladunaca od strane čopora.
Od trenutka dolaska u čopor, mladunci više ne sišu samo svoju majku, sve lavice koje trenutno doje dozvoljavaju svim mladuncima u čoporu sisanje. S oko šest mjeseci mladunčad se odvikava od sisanja, ali ostaje uz majku još oko dvije godine.
Očekivani životni vijek lavova je od četrnaest do dvadeset godina, ali u pravilu samo ženke doživljavaju tu starost. Mužjaci puno ranije bivaju protjerani sa svog položaja vođe čopora od mlađih mužjaka, ne nalaze novi čopor i često uginu od gladi. Vrlo često u prirodi ne žive duže od sedam godina. Međutim u zoološkim vrtovima su zabilježeni slučajevi da su mužjaci doživjeli i 34 godine.

### Prehrana
Žrtve lavova su najčešće mlade ili bolesne životinje. Love najčešće u mraku ili u ranim jutarnjim satima dok je još svježe. Kako lavovi nisu baš ustrajni niti brzi trkači (najviše 60 km/h, a i to samo na kratke staze), jedina mogućnost za uspješan lov im je suradnja. Otprilike samo svaki peti pokušaj lova završava uspješno. Uobičajena lovina lavova su antilope, gazele, gnu antilope, bivoli i zebre, ali ponekad i zečevi, ptice a prema prilici i ribe. U nekim područjima su lavovi razvili i lov na netipične životinje. Tako u NP Chobe (Bocvana) redovno love slonove u Savutiju, a u Linyantiju vodene konje.
Mladi lavovi kreću u lov s majkom već u starosti od tri mjeseca, ali tek u dobi od dvije godine se može reći da su naučili tehniku lova. To je prije svega prikradanje i suradnja. Lavice okruže lovinu i prikradaju joj se često i više stotina metara koristeći vrlo spretno sve prednosti terena na kojem se nalaze. Pri tome odlično međusobno sudjeluju tjerajući lovinu prema zasjedi u kojoj su druge lavice. Što su bliže lovini, to više paze na zaklon u prikradanju. Kad stignu do razdaljine od oko 30 m, lavice kreću u napad s nekoliko skokova. Pri tome skokovi su dugi oko 6 m, a lovinu ubijaju ugrizom u grlo ili šiju. Međutim, vrlo često i guše žrtvu tako, da dok nekoliko lavica drži lovinu, jedna uhvati njušku žrtve u svoju gubicu i tako joj zatvori dovod zraka. 
Mužjaci rijetko sudjeluju u lovu, i to samo ako se radi o netipično velikoj lovini. Kad lov završi uspješno, do izražaja dolazi ljestvica važnosti u čoporu. Prvo jede mužjak, pa zatim najvažnije ženke, i na kraju mladunci. Uz lešinu, često dolazi do borbe oko utvrđivanja mjesta na ljestvici čopora, pri kojim se često dogodi da neki članovi čopora zadobiju i prave rane.
Lavovi često jedu i strvinu. Mužjaci koji su otjerani iz čopora se često, silom prilika, orijentiraju na takvu prehranu. Pri tome, vrlo grubo otjeraju leoparde ili geparde od njihove upravo ubijene lovine. Često i pjegavim hijenama otmu lovinu, a ne obrnuto, kao što se ranije pretpostavljalo.

## Lavovi i čovjek
Lavovi spadaju u najpoznatije životinje i ubraja ih se u "pet velikih", pet vrsta velikih životinja koje su posebno cijenjene kod lovaca.

### Ugroženost
Kao i sve ostale velike životinje Afrike, najveća opasnost za lavove proizlazi od ljudi i njihovog lova. Međutim, zadnjih je godina smanjen lov na njih u gotovo svim područjima gdje žive. 
Sljedeći problem su bolesti, posebno u južnoafričkom Krügerovom nacionalnom parku. Nakon što je u njemu 1995. utvrđeno prvo uginuće jednog lava izazvano tuberkulozom u parku su poduzeli vrlo detaljna istraživanja. Utvrdili su da je u južnom dijelu parka više od 90% životinja inficirano tim smrtonosnim bakterijama. Infekcija je potekla od kafarskih bivolaa koje love lavovi, a oni su se zarazili u kontaktu s domaćim govedima koja su bolest unijela u park. Oko 70 % bivola boluje od tuberkuloze pluća, a kod lavova se bolest manifestira prije svega u probavnom traktu. Životinje slabe, ekstremno omršave i ugibaju u roku od nekoliko godina. Osim tuberkuloze, oko 60 do 70 posto lavova je inficirano jednim virusom koji jako podsjeća na ljudski HIV virus, a ima jednako tako za posljedicu oštećenje imunološkog sustava životinje, što dodatno otvara put tuberkulozi. Protiv ni jedne od ovih bolesti ne postoji cjepivo.

### Lavovi u religiji i mitologiji
Još su ljudi u mlađem paleolitičkom dobu prije više od 30 000 godina. Među upečatljive primjerke umjetnosti iz tog doba spada jedna gotovo 30 cm visoka figurica žene s lavljom glavom izrađena od mamutove bjelokosti koja je nađena u jednoj špili u Baden-Würtembergu. Možda je predstavljala određeno božanstvo. 
Lav je u mnogim kulturama zauzeo položaj "kralja životinja". Smatra se, da je takav položaj dobio temeljem jedne ranokršćanske knjige o životinjskoj simbolici i odigrao veliku ulogu na zapadnjačku kulturu.Očita je fascinacija koju lav ima na ljude ako se pogledaju grbovi na kojima se pojavljuje. Tako se lav nalazi, primjerice, na grbovima Hessena, Züricha, Akvitanije, Crne Gore, kao i mnogim drugim. Europljani su ga poznavali jer je nekada živio uz obale Sredozemlja. U jednoj Ezopovoj basni pobjegli rob sreće lava koji je imao trn u šapi. Rob se sažalio na lava, i izvadio mu trn. Kad su ga kasnije uhvatili i za kaznu odredili da ga bace lavovima za hranu. Lav ga je prepoznao i odbio ga je pojesti.
U nizu antičkih kultura lav igra veliku ulogu. U Egiptu su faraone prikazivali kao sfinge, kao lavove s ljudskom glavom. Najpoznatiji takav prikaz je Velika sfinga u Gizi. 
Na rastafarijanskoj zastavi se često može vidjeti i prikaz lava. On simbolizira kraljevsko podrijetlo Haile Selassiea, snagu crnog naroda, hrabrost, no također se može uzeti i kao metafora za krvoločnost, simbol predatora nad plijenom, dominaciju.
Na sjevernom nebu postoje čak dva zviježđa s nazivom: Lav i Mali lav. Dokaz da lav i danas uživa glas moćne i snažne životinje je da su afganistanskog ratnog vođu Ahmad Šah Masuda njegovi pristaše zvali "Lav iz Pandžira".

### Lavovi-ljudožderi
Bitno veći broj ljudi u Africi strada od vodenkonja nego od lavova. I leopardi su na glasu da su ljudima opasniji od lavova. Međutim, postoje slučajevi da su lavovi ciljano lovili ljude. Najpoznatiji takav slučaj odigravao se 1898. kod gradnje mosta preko rijeke Tsavo u današnjoj Keniji. Tijekom više mjeseci dva lava su ubila i djelomično i pojela 135 indijskih i afričkih radnika na mostu. Šefu gradilišta je trebalo 9 mjeseci da im uđe u trag i ubije ih. Bila su to dva vrlo krupna, zdrava mužjaka bez grive. Danas su izloženi u Field Museumu u Čikagu. Po ovom su događaju snimljena dva holivudska filma, prvi 1952. i drugi 1996. pod imenom The Ghost and the Darrkness (Duh i tama).

## Podvrste

### Azijski lav
Azijski lav (Panthera leo persica) je jako sličan afričkom lavu. Novija molekularnobiološka istraživanja su pokazala, da su se od afričkih odvojili prije oko 50 000 do 100 000 godina. 
Imaju manje izraženu grivu i uzdužni nabor kože na trbuhu. Osim toga, imaju dužu dlaku na "laktovima", a općenito su nešto manji od afričkih lavova. Mužjaci teže od 160 do 190 kila, a ženke 110 do 120 kila. Nekada su bili rasprostranjeni sve do jugoistočne Europe, srednjeg i bliskog istoka. I čopori su prosječno manji nego afrički. Lovina su im uglavnom aksis jelen, sambar jelen, divlja svinja indijska gazela i četveroroga antilopa. Činilo se da je azijski lav osuđen na izumiranje, bilo je preostalo još samo 20 primjeraka, no zaštićeni od 1975. u indijskom nacionalnom parku Gir je populacija ipak narasla na oko 300 životinja.

### Druge podvrste
Od trinaest opisanih podvrsta, dvije su izumrle. To su berberski lav (Panthera leo leo) koji je živio u sjevernoj Africi i do 1922. se uspio održati u Atlasu, i  kapski lav koji je živio u južnoj Africi.

## Značenja
- kršćanstvo – simbolom je evanđelista Marka.[1] Isus se u Bibliji naziva - "lav iz plemena Judina".

## Zanimljivosti
Lavovi su toliko jaki da jedna odrasla jedinka može odvući cijelu zebru, koju bi jedva podigla desetorica ljudi. Lavičina skotnost traje 108 dana, a ženska se pari svake tri godine. Od 1946. do 1947. lavovi ljudožderi usmrtili su 500 ljudi blizu Jubine u Tanganjiki. Kad lav jede neku životinju, počinje od repa. Najveći broj lavova ikada viđenih u jednom čoporu iznosio je 33, prema ravnatelju Kraljevskoga nacionalnog parka u Keniji Mervyenu H. Cowiju. Godine 1953. u Keniji čopor od devetero lavova ubio je tri gnua nedaleko od piste Istočnoafričke zračne luke na zapadnom pristaništu Nairobija. Rika lava može se čuti na udaljenosti od 10 do 12 km.